# Crailsheim
Crailsheim – miasto w Niemczech, w kraju związkowym Badenia-Wirtembergia, w rejencji Stuttgart, w regionie Heilbronn-Franken, w powiecie Schwäbisch Hall, siedziba wspólnoty administracyjnej Crailsheim. Leży we Frankenhöhe, nad rzeką Jagst, ok. 25 km na wschód od Schwäbisch Hall, przy drodze krajowej B290, autostradzie A6 i linii kolejowej Heilbronn–Crailsheim; Ulm–Amberg.
W mieście znajduje się stacja kolejowa Crailsheim.

## Osoby urodzone w Crailsheim
- Inge Aicher-Scholl, pisarka
- Sabine Meyer, klarnecistka
- Hans Scholl, pacyfista

## Współpraca
- Stany Zjednoczone: Worthington
- Francja: Pamiers
- Litwa: Jurbork
- Polska: Biłgoraj